# Roman Blanche
Roman Blanche is een Belgisch bier. Het bier wordt gebrouwen door Brouwerij Roman te Oudenaarde.
Het is een witbier met een alcoholpercentage van 5% dat voor het eerst werd gebrouwen in 1993. De oorspronkelijke naam van het bier Mater Witbier verwijst naar Mater, een deelgemeente van Oudenaarde waar de brouwerij zich bevindt. In 2017 werd het bier in een grote vernieuwingsoperatie ondergebracht in de zogenaamde Roman Range, met als nieuwe naam Roman Blanche.